# Función de masa inicial
En astronomía, la función de masa inicial (FMI, función inicial de masa FIM o IMF por sus siglas en inglés, initial mass function) es una función empírica que describe la distribución inicial de masas para una población de estrellas. La FMI es un resultado del proceso de formación de estrellas. A menudo se da como una función de distribución de probabilidad (PDF, por sus siglas en inglés) para la masa a la que una estrella entra en la secuencia principal (comienza la fusión de hidrógeno). La función de distribución se puede utilizar para construir la distribución de masa (el histograma de masas estelares) de una población de estrellas. Se diferencia de la función de masa actual (present day mass function  o PDMF), la distribución actual de masas de estrellas, debido a la evolución y muerte de las estrellas que ocurre a diferentes velocidades para diferentes masas, así como a la mezcla dinámica en algunas poblaciones.
Las propiedades y la evolución de una estrella están estrechamente relacionadas con su masa, por lo que la FMI es una importante herramienta de diagnóstico para los astrónomos que estudian grandes cantidades de estrellas. Por ejemplo, la masa inicial de una estrella es el factor principal que determina su color, luminosidad y duración. En masas bajas, la FMI establece el presupuesto de masa de la Vía Láctea y el número de objetos subestelares que se forman. En masas intermedias, la FMI controla el enriquecimiento químico del medio interestelar. En masas altas, la FMI establece el número de supernovas de colapso del núcleo que ocurren y, por lo tanto, la retroalimentación de energía cinética.
La FMI es relativamente invariante de un grupo de estrellas a otro, aunque algunas observaciones sugieren que es diferente en diferentes entornos.

## Forma de la FMI

Función de masa inicial

La FMI a menudo se expresa en términos de una serie de la ley potencial, donde {\displaystyle N(m)\mathrm {d} m} (a veces también representado como {\displaystyle \xi (m)\Delta m}), el número de estrellas con masas en el rango {\displaystyle m} hasta {\displaystyle m+\mathrm {d} m} dentro de un volumen específico de espacio, es proporcional a {\displaystyle m^{-\alpha }}, donde {\displaystyle \alpha } es un exponente adimensional. La FMI se puede inferir de la función de luminosidad estelar actual utilizando la relación masa-luminosidad estelar junto con un modelo de cómo varía la tasa de formación estelar con el tiempo. Las formas más utilizadas de la FMI son la ley potencial rota de Kroupa (2001) y la Chabrier (2003) log-normal.

### Salpeter (1955)
La FMI de las estrellas más masivas que nuestro sol fue cuantificado por primera vez por Edwin Salpeter en 1955. Su obra favoreció a un exponente de {\displaystyle \alpha =2.35}. Esta forma de la FMI se denomina función Salpeter o FMI Salpeter. Muestra que el número de estrellas en cada rango de masa disminuye rápidamente al aumentar la masa. La función de masa inicial de Salpeter es 
{\displaystyle \xi (m)\Delta m=\xi _{0}\left({\frac {m}{M_{\odot }}}\right)^{-2.35}\left({\frac {\Delta m}{M_{\odot }}}\right).}
donde {\displaystyle M_{\odot }} son las masas solares, y {\displaystyle \xi _{0}} es una constante relacionada con la densidad estelar local.

### Miller-Scalo (1979)
Autores posteriores extendieron el trabajo por debajo de una masa solar ({\displaystyle M_{\odot }}). Glenn E. Miller y John M. Scalo sugirieron que la FMI "aplanó" (acercó {\displaystyle \alpha =0}) por debajo de una masa solar.

### Kroupa (2001)
Pavel Kroupa mantuvo {\displaystyle \alpha =2.3} por encima de la mitad de la masa solar, pero introdujo {\displaystyle \alpha =1.3} entre 0,08-0,5 {\displaystyle M_{\odot }} y {\displaystyle \alpha =0.3} debajo de 0,08 {\displaystyle M_{\odot }}.
{\displaystyle \xi (m)=m^{-\alpha },}
{\displaystyle \alpha =0.3} para {\displaystyle m<0.08,}
{\displaystyle \alpha =1.3} para {\displaystyle 0.08<m<0.5,}
{\displaystyle \alpha =2.3} para {\displaystyle m>0.5}

### Chabrier (2003)
Chabrier 2003 para estrellas individuales:
{\displaystyle \xi (m)=0.158(1/(\ln(10)m))\exp[-(\log(m)-\log(0.08))^{2}/(2\times 0.69^{2})]} para {\displaystyle m<1,}
{\displaystyle \xi (m)=km^{-\alpha }} para {\displaystyle m>1,\alpha =2.3\pm 0.3}
Chabrier 2003 para sistemas estelares (por ejemplo, binarios):
{\displaystyle \xi (m)=0.086(1/(\ln(10)m))\exp[-(\log(m)-\log(0.22))^{2}/(2\times 0.57^{2})]} para {\displaystyle m<1,}
{\displaystyle \xi (m)=km^{-\alpha }} para {\displaystyle m>1,\alpha =2.3\pm 0.3}

## Pendiente
La función de masa inicial se representa típicamente en una escala logarítmica de log(N) vs log(m). Estos gráficos dan aproximadamente líneas rectas con una pendiente Γ igual a 1-α. Por lo tanto, Γ a menudo se denomina pendiente de la función de masa inicial. La función de masa actual, para la formación coetánea, tiene la misma pendiente, excepto que se desliza en masas más altas que se han alejado de la secuencia principal.

### Incertidumbres
Existen grandes incertidumbres con respecto a la región subestelar. En particular, la suposición clásica de que una sola FMI cubra todo el rango de masas estelares y subestelares se está cuestionando a favor de una FMI de dos componentes para tener en cuenta los posibles modos de formación diferentes de los objetos subestelares. Es decir, la FMI que cubre las enanas marrones y las estrellas de muy baja masa por un lado, y otra que va desde las enanas marrones de mayor masa hasta las estrellas más masivas por el otro. Tenga en cuenta que esto conduce a una región de superposición entre aproximadamente 0,05 y 0,2 {\displaystyle M_{\odot }} donde ambos modos de formación pueden representar cuerpos en este rango de masa.

### Variación
La posible variación de la FMI afecta nuestra interpretación de las señales de las galaxias y, por lo tanto, es importante considerar la estimación de la historia de formación de estrellas cósmicas.
En teoría, la FMI debería variar con diferentes condiciones de formación de estrellas. Una temperatura ambiente más alta aumenta la masa de nubes de gas que colapsan (inestabilidad de Jeans); La menor metalicidad del gas reduce la presión de radiación y, por lo tanto, facilita la acumulación del gas, ambos conducen a la formación de estrellas más masivas en un cúmulo de estrellas. La FMI en toda la galaxia puede ser diferente de la FMI a escala de cúmulos estelares y puede cambiar sistemáticamente con la historia de formación estelar de galaxias.
Las mediciones del Universo local donde las estrellas individuales pueden resolverse son consistentes con una FMI invariante, pero la conclusión adolece de una gran incertidumbre en la medición debido al pequeño número de estrellas masivas y las dificultades para distinguir los sistemas binarios de las estrellas individuales. Por lo tanto, el efecto de variación de la FMI no es lo suficientemente prominente para ser observado en el Universo local. 
Los sistemas formados mucho antes o más lejos del vecindario galáctico, donde la actividad de formación de estrellas puede ser cientos o incluso miles de veces más fuerte que la Vía Láctea actual, pueden dar una mejor comprensión. Se ha informado sistemáticamente tanto para los cúmulos de estrellas como para las galaxias que parece haber una variación sistemática de la FMI. Sin embargo, las medidas son menos directas. Para los cúmulos de estrellas, la FMI puede cambiar con el tiempo debido a una evolución dinámica complicada.

## Otras lecturas
- Scalo, J. M. (1986). «The initial mass function of massive stars in galaxies Empirical evidence». Luminous Stars and Associations in Galaxies 116: 451. Bibcode:1986IAUS..116..451S.
- Scalo, J. M. (1986). «The Stellar Initial Mass Function». Fundamentals of Cosmic Physics 11: 1. Bibcode:1986FCPh...11....1S.</ref>
- Kroupa, Pavel (2002). «The Initial Mass Function of Stars: Evidence for Uniformity in Variable Systems». Science (Submitted manuscript) 295 (5552): 82-91. Bibcode:2002Sci...295...82K. PMID 11778039. arXiv:astro-ph/0201098. doi:10.1126/science.1067524.</ref>
- Sparke, Linda S.; Gallagher, John S. III (5 de febrero de 2007). Galaxies in the Universe: An Introduction. Cambridge University Press. pp. 1-. ISBN 978-1-139-46238-9.

- Datos: Q1194026